# Malla, Sagar
Malla là một làng thuộc tehsil Sagar, huyện Shimoga, bang Karnataka, Ấn Độ.